# Mixer (programma televisivo)
Mixer è stato un programma televisivo italiano di genere rotocalco di attualità politica, culturale e di spettacolo, andato in onda il lunedì in prima serata dal 21 aprile 1980 al 1998, dapprima su Rai 2 e, dal 1996, su Rai 3, in concomitanza con la nomina del conduttore Giovanni Minoli come direttore della terza rete. Gli autori erano Aldo Bruno, Giovanni Minoli, Giorgio Montefoschi. È ricordato soprattutto per i faccia a faccia di Minoli con personaggi celebri e per importanti scoop giornalistici.

## Caratteristiche
La formula originaria della trasmissione prevedeva "cento minuti di TV" suddivisi in sei segmenti:
- la prima parte prevedeva un confronto, spesso acceso, tra due personaggi di grande rilievo;
- la seconda parte riguardava un servizio sul cinema curato da Leo Benvenuti;
- la terza parte era dedicata allo spettacolo e alla cultura, curata da Isabella Rossellini;
- il quarto segmento aveva per oggetto la musica e lo sport ed era curato dal giornalista Gianni Minà;
- la quinta parte era il cosiddetto "faccia a faccia" condotto da Giovanni Minoli;
- la conclusione del programma era affidata ad un cabarettista.

Nel corso degli anni la trasmissione cambiò varie volte collocazione all'interno del palinsesto dando vita a una serie di spin-off tematici: Mixerstar (dal 1986), Mixer Cultura (1987), Mixermusica, Mixer, il piacere di saperne di più, Mixer: le ragioni del cuore (dal 1992), Speciale Mixer (dal 1988), Mixer Giovani (1991) e Mixer faccia a faccia (dal 1986). Intorno al 1987 Paolo Villaggio ripropose anche a Mixer in un suo spazio comico il personaggio di Gemma Pontini, già lanciato a Ciao gente!.
Oltre al buon successo di audience, il programma viene ricordato perché nel 1981 furono introdotti, per la prima volta, i sondaggi di opinione.

## Puntate celebri
Il 17 febbraio 1987 Bettino Craxi scelse l'intervista in questa trasmissione per annunciare che non avrebbe rispettato alcun patto della staffetta, con il quale si era accreditata l'esistenza di un cambio di governo a metà legislatura tra lui e De Mita.
Il 5 febbraio 1990 il programma realizzò un falso documentario in cui si denunciavano dei brogli nel referendum del 2 giugno 1946, che avrebbero permesso di scongiurare la vittoria della monarchia. La puntata, realizzata allo scopo di dimostrare il sottile confine tra verità e falsità storiche, si attirò numerose critiche.
Nell'aprile 1990 Mixer rese nota al grande pubblico la vicenda di Giorgio Perlasca, il "finto" console spagnolo a Budapest durante la seconda guerra mondiale.

## Tema musicale
Per anni, la storica sigla di Mixer fu Jazz Carnival degli Azymuth. La sigla fu modificata nel 1987, quando fu inserito il rumore di un razzo.

## Parodie
Dal 1991 il programma è stato parodiato dalla seconda stagione di Avanzi, col conduttore Minoli imitato da Corrado Guzzanti, evidenziando la ricerca continua e spasmodica di fatti di sangue ed eventi tragici, di cui raccontare i retroscena e i dettagli più macabri.